# Oeax latefasciatus
Oeax latefasciatus là một loài bọ cánh cứng trong họ Cerambycidae.